# Big Girls Cry
Big Girls Cry è un singolo della cantautrice australiana Sia, il terzo estratto dal sesto album in studio 1000 Forms of Fear e pubblicato il 25 giugno 2014.

## Descrizione
Big Girls Cry è stata scritta dalla stessa Sia insieme a Christopher Braide.

## Video musicale
Il videoclip è stato pubblicato il 2 aprile 2015 e, come già successo per i video di Chandelier ed Elastic Heart, è interpretato dalla giovane ballerina Maddie Ziegler. Il video è stato diretto da Sia con Daniel Askill, mentre la coreografia è di Ryan Heffington.

## Tracce
1. Big Girls Cry – 3:31

## Formazione
Musicisti
- Sia – voce
- Greg Kurstin – basso, batteria, chitarra, mellotron, pianoforte, percussioni, organo

Produzione
- Sia – produzione esecutiva
- Greg Kurstin – produzione, ingegneria del suono, registrazione parti vocali (traccia 2)
- Jesse Shatkin – ingegneria del suono
- Christopher Braide – produzione e registrazione parti vocali
- Manny Marroquin – missaggio
- Chris Galland, Delbert Bowers – assistenza missaggio
- Emily Lazar – mastering